# Břetislav Jan Procházka
Břetislav Jan Procházka, od roku 1943 úředně Břetislav Jan Procházka-Dubé, mimo Československo též Břetislav Jan Procházka de Dubé či Břetislav Jan Procházka Berka de Dubé (22. října 1897 Praha – 29. října 1971 Silver Spring Maryland USA) byl český a americký podnikatel a cestovatel.

## Život
Za první Československé republiky provozoval v Praze na Smíchově garáže. 23. srpna 1935 vyjel s pražským hudebním nakladatelem Mojmírem Urbánkem ve Škodě Popular na Sněžku. Výjezd na vrchol po tzv. Jubilejní cestě tehdejší němečtí pohraničníci nedovolili, po návratu do údolí se proto cestovatelé rozhodli vrchol dobýt po československém území, technicky náročnější trasou - a uspěli, výjezd byl zdokumentován fotograficky i filmově. V době od 25. dubna 1936 do 1. srpna 1936 objel s Jindřichem Kubiasem ve tmavěmodrém polokabrioletu Škoda Rapid typ 421 zeměkouli. Po skončení druhé světové války se vystěhoval do Spojených států (jeho manželka Helen(a) Brodská byla Čechoameričanka narozená v New Yorku). Zde nejprve podnikal v oboru kancelářských strojů, později po odchodu do penze v roce 1962 se spolu s oběma syny angažoval v oboru letectví. Jeho syn Břetislav (Bret) se později stal významným leteckým konstruktérem a držitelem několika amerických patentů.
Spolu se svým synem Janem, prezidentem společnosti Signaltron, se významným způsobem podílel na vývoji a konstrukci v tehdejší době jedinečného a revolučního programovatelného informačního systému pro cestující, založeného na principu otočných plechových štítků s názvy cílových destinací a dalšími údaji o spoji. Později se B. J. Procházka de Dubé stal zástupcem americké pobočky této firmy. Informační tabule Signaltron (podrobný popis), později známé i mnoha našich nádraží, začaly být vyráběny nejprve zejména pro potřeby velkých mezinárodních letišť. Jejich produkce se rozběhla hned v několika západoevropských i mimoevropských zemích.
Přesto, že v roce 1951 byl Procházka de Dubé v ČSR v nepřítomnosti odsouzen za trestný čin opuštění republiky, na svoji vlast nezanevřel. Poté, co bezvýsledně technologii Signaltron počátkem 60. let 20. století nabízel oficiálním představitelům tehdejší ČSSR, následně v roce 1967 jako soukromá osoba navštívil Československo a navázal kontakt s tehdejším n. p. Elektročas Praha. Výsledkem jeho neúnavných jednání byl podpis licenční smlouvy na výrobu tohoto zařízení.
Na připravovanou tuzemskou licenční výrobu překvapivě rychle zareagovalo tehdejší vedeni ČSD (Československé státní dráhy) a již v roce 1970 byl informační systém Signaltron československé výroby zkušebně instalován ve stanici Olomouc hlavní nádraží. Přes jeho poměrně vysokou pořizovací cenu, danou přísnými licenčními podmínkami, se Signaltron později v průběhu 70. a 80. let 20. století rozšířil do mnoha stanic na území ČSSR (z toho 34 na území ČR), kde nahradil mnohdy do té doby ještě požívané velmi primitivní informační prostředky - plechové cedule, ručně psané tabule atd. Poslední zařízení Signaltron bylo instalováno až v roce 1991 ve stanici Karlovy Vary dolní nádraží. I když většina z nich již byla nahrazena systémy modernějšími, ukázala tato zařízení vlivem do detailů promyšlené konstrukce a díky velmi kvalitnímu zpracování vysokou spolehlivost a životnost 20 - 30 let každodenního provozu. Do dnešní doby (rok 2019) je můžeme stále vidět na šesti českých nádražích (Chomutov, Karlovy Vary dolní nádraží, Klatovy, Kralupy nad Vltavou, Most, Nový Bor).
Tyto výrobky podniku Elektročas, později přejmenovaného na Pragotron, se staly i velmi výhodným exportním artiklem do všech zemí tehdejšího východního bloku. Mj. byla tato technologie použita i při jachtařských soutěžích olympijských her 1980 v Tallinu.
Je tedy zásluhou českého rodáka a vlastence B. J. Procházky de Dubé, že nás dlouhá léta provázel mnoha tuzemskými nádražími typický klapavý zvuk překlápějících se štítků těchto informačních tabulí v odbavovacích halách či na nástupištích.
B. J. Procházka de Dubé zemřel na následky těžkého zranění, utrpěného v důsledku srážky automobilem u čerpací stanice.